# Équipe d'Uruguay de football à la Coupe des confédérations 1997
L'équipe d'Uruguay de football participe à sa 1re Coupe des confédérations lors de l'édition 1997 qui se tient en Arabie saoudite du 12 décembre au 21 décembre 1997. Elle se rend à la compétition en tant que vainqueur de la Copa América 1995.

## Résultats

### Phase de groupe
|   | Équipe              | Pts | J | G | N | P | BP | BC | Diff |
| - | ------------------- | --- | - | - | - | - | -- | -- | ---- |
| 1 | Uruguay             | 9   | 3 | 3 | 0 | 0 | 8  | 4  | +4   |
| 2 | Tchéquie            | 4   | 3 | 1 | 1 | 1 | 9  | 5  | +4   |
| 3 | Émirats arabes unis | 3   | 3 | 1 | 0 | 2 | 2  | 8  | -6   |
| 4 | Afrique du Sud      | 1   | 3 | 0 | 1 | 2 | 5  | 7  | -2   |

| 13 décembre 1997 | Émirats arabes unis | 0 | 2 | Uruguay        |
| 15 décembre 1997 | Uruguay             | 2 | 1 | Tchéquie       |
| 17 décembre 1997 | Uruguay             | 4 | 3 | Afrique du Sud |

| 13 décembre 1997                  | Uruguay                       | 2 - 0 | Émirats arabes unis | Stade International Roi Fahd, Riyad             |                                                 |
| 17:50 · Historique des rencontres | Olivera 45+2e · Pacheco 90+2e |       |                     | Spectateurs : 13 000 Arbitrage : Ramesh Ramdhan | Spectateurs : 13 000 Arbitrage : Ramesh Ramdhan |
| 17:50 · Historique des rencontres | (Rapport)                     |       |                     | Spectateurs : 13 000 Arbitrage : Ramesh Ramdhan | Spectateurs : 13 000 Arbitrage : Ramesh Ramdhan |

| 15 décembre 1997                  | Uruguay                    | 2 - 1 | Tchéquie  | Stade International Roi Fahd, Riyad       |                                           |
| 20:00 · Historique des rencontres | Olivera 26e · Zalayeta 88e |       | Siegl 89e | Spectateurs : 9 000 Arbitrage : Saad Mane | Spectateurs : 9 000 Arbitrage : Saad Mane |
| 20:00 · Historique des rencontres | (Rapport)                  |       |           | Spectateurs : 9 000 Arbitrage : Saad Mane | Spectateurs : 9 000 Arbitrage : Saad Mane |

| 17 décembre 1997                  | Uruguay                                          | 4 - 3 | Afrique du Sud                          | Stade International Roi Fahd, Riyad            |                                                |
| 20:00 · Historique des rencontres | Dario Silva 12e, 66e · Recoba 42e · Callejas 90e |       | Radebe 11e · Mkhalele 69e · Ndlanya 77e | Spectateurs : 8 000 Arbitrage : Ramesh Ramdhan | Spectateurs : 8 000 Arbitrage : Ramesh Ramdhan |
| 20:00 · Historique des rencontres | (Rapport)                                        |       |                                         | Spectateurs : 8 000 Arbitrage : Ramesh Ramdhan | Spectateurs : 8 000 Arbitrage : Ramesh Ramdhan |

### Demi-finale
| 19 décembre 1997                  | Australie | 1 - 0 a.p. | Uruguay | Stade International Roi Fahd, Riyad               |                                                   |
| 19:00 · Historique des rencontres | Kewell 92e |            | | Spectateurs : 22 000 Arbitrage : Nikolai Levnikov | Spectateurs : 22 000 Arbitrage : Nikolai Levnikov |
| 19:00 · Historique des rencontres | (Rapport) |            | | Spectateurs : 22 000 Arbitrage : Nikolai Levnikov | Spectateurs : 22 000 Arbitrage : Nikolai Levnikov |
| 19:00 · Historique des rencontres | Bosnich - Lazaridis, Ivanovic, Tobin, Zelic - Foster, Vidmar, Muscat 28e - Kewell, Viduka, Vidmar ( 80e Skoko) | Équipes    | Flores - Diego Lopez, Montero, Méndez 5e, De los Santos - Adinolfi, Pablo Garcia, Vespa, Olivera - Zalayeta 4e, Recoba ( 81e Dario Silva) | Spectateurs : 22 000 Arbitrage : Nikolai Levnikov | Spectateurs : 22 000 Arbitrage : Nikolai Levnikov |

### Match pour la3eplace
| 21 décembre 1997                  | Tchéquie | 1 - 0   | Uruguay | Stade International Roi Fahd, Riyad                 |                                                     |
| 17:50 · Historique des rencontres | Lasota 63e |         | | Spectateurs : 27 000 Arbitrage : Lucien Bouchardeau | Spectateurs : 27 000 Arbitrage : Lucien Bouchardeau |
| 17:50 · Historique des rencontres | (Rapport) |         | | Spectateurs : 27 000 Arbitrage : Lucien Bouchardeau | Spectateurs : 27 000 Arbitrage : Lucien Bouchardeau |
| 17:50 · Historique des rencontres | Srnicek - Fukal 78e, Vlcek, Nemec 34e, Svoboda 29e - Šmicer ( 78e Poborský 83e, Lokvenc ( 88e Hornak), Bejbl ( 58e Lasota), Nedved- Kuka, Rada | Équipes | Flores - Diego Lopez ( 67e Hernandez), Montero, Méndez, De los Santos - Adinolfi, Pablo Garcia, Vespa ( 79e Dario Silva 90e), Olivera 35e - Zalayeta, Recoba | Spectateurs : 27 000 Arbitrage : Lucien Bouchardeau | Spectateurs : 27 000 Arbitrage : Lucien Bouchardeau |

## Effectif
Sélectionneur :  Víctor Púa
| No. | Pos.      | Joueur                | Date de naissance et âge | Sélec. | Club                    |
| --- | --------- | --------------------- | ------------------------ | ------ | ----------------------- |
| 1   | Gardien   | Carlos Nicola         | 3 janvier 1973           |        | Nacional                |
| 2   | Défenseur | Diego López           | 22 août 1974             |        | Racing Santander        |
| 3   | Défenseur | Paolo Montero (c)     | 3 septembre 1971         |        | Juventus                |
| 4   | Défenseur | Gustavo Méndez        | 3 février 1971           |        | Vicenza Calcio          |
| 5   | Milieu    | Gonzalo de los Santos | 19 juillet 1976          |        | Mérida UD               |
| 6   | Milieu    | Edgardo Adinolfi      | 27 mars 1974             |        | C.A. Peñarol            |
| 7   | Milieu    | Pablo García          | 11 mai 1977              |        | Montevideo Wanderers FC |
| 8   | Milieu    | Liber Vespa           | 18 octobre 1971          |        | Argentinos Juniors      |
| 9   | Attaquant | Marcelo Zalayeta      | 5 décembre 1978          |        | C.A. Peñarol            |
| 10  | Milieu    | Nicolás Olivera       | 30 mai 1978              |        | Valencia CF             |
| 11  | Attaquant | Darío Silva           | 2 novembre 1972          |        | Cagliari Calcio         |
| 12  | Gardien   | Claudio Flores        | 10 mai 1976              |        | C.A. Peñarol            |
| 13  | Défenseur | Pablo Hernández       | 2 mai 1975               |        | Defensor Sporting       |
| 14  | Milieu    | Christian Callejas    | 17 mai 1978              |        | Danubio FC              |
| 15  | Défenseur | Carlos Diaz           | 4 février 1979           |        | Defensor Sporting       |
| 16  | Défenseur | César Pellegrín       | 5 mars 1979              |        | Danubio FC              |
| 17  | Milieu    | Fabían Coelho         | 20 janvier 1977          |        | Nacional                |
| 18  | Défenseur | Martín Rivas          | 17 février 1977          |        | Danubio FC              |
| 19  | Attaquant | Antonio Pacheco       | 11 avril 1976            |        | CA Peñarol              |
| 20  | Attaquant | Álvaro Recoba         | 17 mars 1976             |        | Internazionale Milano   |

## Navigation